# SherryBaby
SherryBaby ist ein US-amerikanisches Filmdrama aus dem Jahr 2006. Regie führte Laurie Collyer, die auch das Drehbuch schrieb.

## Handlung
Die Geschichte spielt in New Jersey. Sherry Swanson (Maggie Gyllenhaal), eine junge Frau, die gerade aus dem Gefängnis entlassen wurde und sich von ihrer Heroinsucht erholt, versucht, ihr Leben draußen neu aufzubauen. Vor allem will sie die Beziehung zu ihrer kleinen Tochter wiederherstellen, doch die Herausforderungen sind größer, als sie erwartet hatte. Ihre Tochter erkennt sie kaum wieder und nennt sie nicht mehr „Mama“, in dem Übergangshaus, in dem sie lebt, gibt es eine Ausgangssperre, die sie daran hindert, ihre Familie zu besuchen, und die Beziehung zu ihrer Familie ist angespannt und belastet.
Zwischen den Besuchen bei ihrer Tochter und ihrem Job in einem Jugendzentrum nimmt Sherry an Treffen der Anonymen Alkoholiker teil, um ihre Heroinsucht zu besiegen. Sie beginnt eine Beziehung mit Dean (Danny Trejo), einem anderen Süchtigen, den sie bei den Anonymen Alkoholikern kennenlernt. Der Stress, die Beziehungen zu ihrer Familie zu zerstören, ihren Bewährungshelfer zufrieden zu stellen und einen Weg zu finden, wieder mit ihrer Tochter zusammenzukommen, erweist sich bald als überwältigend. Sherry fängt bald wieder an zu trinken und Drogen zu nehmen, was ihre Bewährung in Gefahr bringt. In ihrem Bemühen, ihr Leben in den Griff zu bekommen, bricht Sherry schließlich zusammen und gesteht ihrem Bruder, dass sie weiß, dass sie Hilfe braucht.

## Kritiken
Duane Byrge schrieb in der Zeitschrift The Hollywood Reporter vom 24. Januar 2006, der Film erzähle eine menschliche und lebendige Geschichte über den Horror eines Lebens, das man nicht mehr kontrollieren könne. Gyllenhaal zeige in ihrer „mitfühlenden“ und „charismatischen“ Darstellung den verkörperten Charakter mit „eindringlicher Komplexität“.
Dennis Harvey schrieb in der Zeitschrift Variety vom 24. Januar 2006, der Film gehöre zu jenen kleinen realistischen Filmen, die auf kein großes Kinopublikum hoffen können. Gyllenhaal spiele „fein“ eine Rolle, die die meiste Substanz seit Secretary aufweise, indem sie die Fehler des Charakters darstelle, ohne die Sympathie des Publikums zu verlieren. Der Rest der Besetzung gebe starke Leistungen („cast is strong“).

## Auszeichnungen
Maggie Gyllenhaal wurde im Jahr 2007 als Beste Hauptdarstellerin – Drama für den Golden Globe Award nominiert. Sie wurde 2006 für den Chicago Film Critics Association Award und für den Satellite Award nominiert.
Maggie Gyllenhaal und Laurie Collyer erhielten beide 2006 Auszeichnungen sowohl des Karlovy Vary International Film Festivals wie auch des Stockholm Film Festivals. Laurie Collyer wurde 2006 für den Großen Jurypreis des Sundance Film Festivals nominiert. Der Film wurde 2007 für den Preis Artios der Casting Society of America nominiert.

## Hintergründe
Der Film wurde in verschiedenen Orten in New Jersey gedreht. Seine Produktionskosten betrugen schätzungsweise zwei Millionen US-Dollar. Die Weltpremiere fand am 25. Januar 2006 auf dem Sundance Film Festival statt. Es folgten Vorführungen auf dem Karlovy Vary Film Festival, dem Festival des amerikanischen Films in Deauville, dem Toronto International Film Festival und dem Stockholm Film Festival. Der Film wurde in den USA in wenigen Kinos gezeigt, in denen er knapp 200 Tsd. US-Dollar einspielte.